# 第八次十字军东征
第八次十字軍东征（1270年）由法国国王路易九世為報1250年兵敗之仇，不聽法蘭西貴族及近臣的勸阻，領導僱傭騎士，进军突尼斯穆斯林哈夫斯王朝。十字军在突尼斯登陆不久，全軍染上瘟疫，一路上有大批士兵死亡，路易九世亦染病身亡。路易九世的儿子兼继承人腓力三世馬上下令撤退。十字军撤退而告失敗收場，此後，教宗曾多次號召組織十字軍，都未能成功，而在波斯地區的蒙古伊兒汗國也曾支援过这次東征的十字軍。
十字軍東征前後八次，歷時近200年，原佔領的領土，逐一被穆斯林收復，從北非、小亞細亞，一直到東南歐，都成了穆斯林的勢力範圍。1291年最後據點阿卡城（今巴勒斯坦北部）被埃及马木留克王朝佔領，耶路撒冷王國滅亡，象徵著十字軍東征徹底失敗。另一方面，十字軍東征增進西方基督教國家的團結，同時傳播了東方的先進文化，為13世紀以後的文藝復興運動奠定基礎。